# 青洲海關碼頭
青洲海關碼頭（葡萄牙語：Serviços de Alfândega da Região Cais de Ilha Verde）碼頭位於筷子基北灣的青洲上街海關辦公大樓附近，即跨境工業區南面。主要用途為停泊水警船隻。

## 歷史
2006年，因應海關船舶停泊需要以及加大海關人員的機動性，當局於跨境工業區南面興建最多可提供31個泊躉的青洲海關浮橋碼頭。海關海上巡邏廳位於筷子基北灣的浮橋碼頭在青洲上街附近，即跨境工業區南面，碼頭為「U」形設計，當局表示，興建該碼頭的目的是以有限空間停泊較多的船舶，碼頭設計亦已經考慮到能抵受海上環境能力，包括風速、海浪和潮夕。
在2007年因辦公大樓已不敷應用需要重建，重建後並增設快艇停泊區。
現有浮橋已使用超過九年，因長時間受海水侵蝕及颱風影響，浮橋已出現斷裂及局部下沉及海水滲入情況，浮橋與椿柱之間的構件亦已損壞，可能存在安全隱患。為使海關人員使用碼頭能有一個安全及適當的工作空間，有需要重建浮橋。

## 設施
碼頭採「U」型設計，能為海關提供27個船舶停泊位置，長度為19呎至31呎的海關船舶可以停泊該碼頭。另未來會因應航道情況，必要時碼頭外圍更可提供四個停泊位置，即最多可有三十一個停泊位置。據介紹，碼頭面積約九百多平方米，用料將採用“Unifloat”型的預製混凝土浮箱，旁邊有鋼椿作為錨定，而所選用材料較容易安裝，有極大靈活度，保養方便，耐久性高，U型設計的浮橋碼頭能更有效地利用空間上限，同時設計上亦已經考慮到能抵受海上環境能力，包括風速、海浪和潮沙因素。
重建後碼頭的主軸走道由13個浮箱所組成，總長度約150米，次軸走道的總長度約90米，由11個浮箱所組成，合共建造21個泊位，可分別停泊14艘7.1米及7艘8.2米長的船隻。新建浮橋將與現有海關碼頭之間用工字鋼作導軌連接，導軌長6米，共設3組，以確保浮橋不被颱風或大浪吹走。是次重建浮橋工程的主要工作包括折除舊的浮橋；在碼頭範圈內進行清淤；增設新的椿柱；安装浮箱、安裝水、電、消防及救生設施等項目。為了增強混凝土與鋼浮箱的粘結效果，將會在鋼箱表面焊接剪刀釘及設鐵網。浮箱體外包B35防水混凝土，浮箱内充填發泡膠。以增加浮箱使用的耐久性及浮箱的浮力。

## 外部連結
- 澳門海關 （页面存档备份，存于）